# Alain Caron

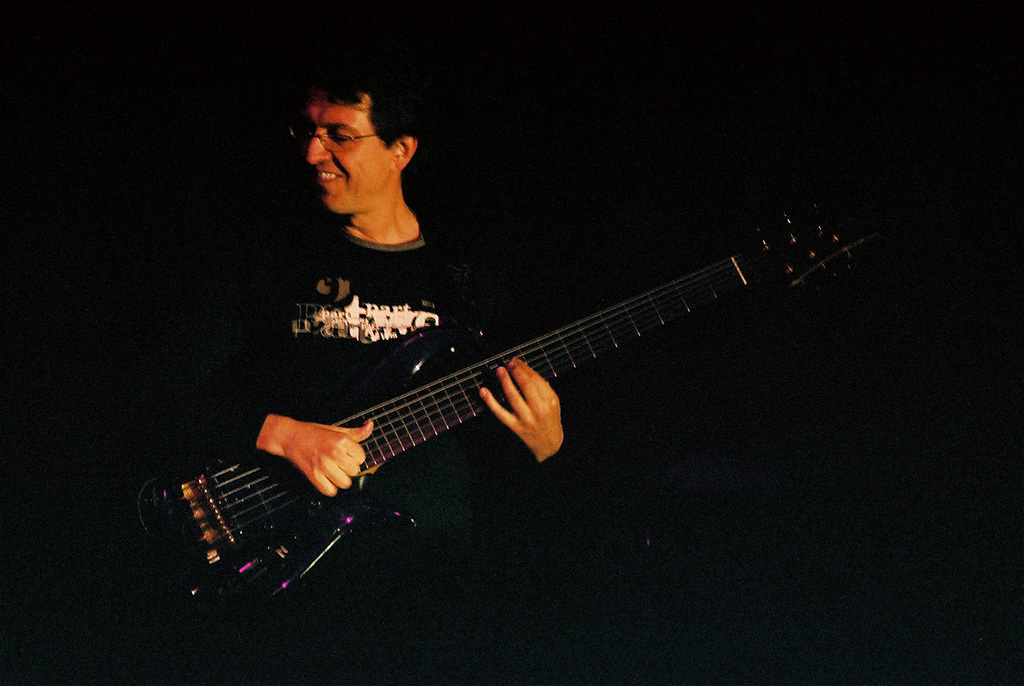
Alain Caron

Alain Caron (* 5. Mai 1955 in Saint-Éloi, Québec, Kanada) ist ein einflussreicher Bassist in der Fusion- und Jazzmusik.

## Biographie
Alain Carons Karriere begann im Alter von elf Jahren, als er seine Liebe zur Musik, insbesondere zum Jazz entdeckte. In den frühen 70ern arbeitete Caron an vielen Projekten als Studiobassist und spielte in allen Jazz-Clubs in und um Montreal. Fernkurse verhalfen dem Autodidakt zu den notwendigen Grundlagen, um am Berklee College of Music in Boston ein Sommer-Semester zu studieren. In kurzer Zeit etablierte sich Alain Caron als herausragender und professioneller Bassist, und Musiker wie David Kikoski, Tom Harrell, Sal Nistico, Frank Tiberi, Jerry Bergonzi und Bob Moses fragten wegen der Zusammenarbeit an.
1977 schloss er sich der Michel Cusson Group an, in welcher er auf gleichdenkende Musiker traf, die sein Verständnis für Jazz mit ihm teilten. In den frühen 1980er Jahren formierte sich die Band zur Fusionband UZEB. Bald erreichte die Band hohen Status und wurde von verschiedensten Magazinen und Gremien mit Awards ausgezeichnet.
Caron hatte bald den Ruf, ein Meister seines Fachs zu sein und galt als ein Virtuose, besonders im Spielen von 6-saitigen Bassgitarren. Es überraschte nicht, dass er bald an den Musikschulen in Los Angeles, Paris, Tokyo, London, Rom, Amsterdam und Frankfurt unterrichtete. Nach der Auflösung von UZEB entstand 1992 das erste seiner fünf Solo-Alben „Alain Caron - Le Band“. Es folgten einige Touren mit dem Trio von Mike Stern in Europa, USA und Kanada, wie auch mit dem Trio Caron-Ecay-Lockwood in Europa, USA, Korea und China. In den Jahren darauf produzierte Alain Caron weitere 3 Alben, wovon eines vom „Bass-Player“-Magazine als eines der besten der Dekade gewählt wurde. Sein neustes Album unterstreicht zwar Carons Können, doch hebt es vor allem seine Leistung als Songwriter und Orchestrator hervor.

## Spielweise
Alain Caron gilt als einer der herausragendsten Bassisten der Slaptechnik. Besonders erwähnenswert ist die Tatsache, dass er diese Technik auch auf 6-Saiten Bässe anwendet. Caron besticht aber auch durch sein außerordentliches Können im Spielen von Fretless-Bässen und dem Kontrabass.

## Awards
- 1991 - Oscar Peterson Lifetime Achievement Award (mit UZEB)
- 1993 - Best Master Bassist - gewählt vom französischen Magazin „Guitarist“
- 1993 - 2000 - Bester Bassist - gewählt vom kanadischen Magazin „The Jazz Report“
- 1996 - Das Magazin „Bass Player“ wählt Caron zu den Top 10 Bassisten der Welt
- 1998 - Das Magazin „Bass Player“ wählt das Album Alain Caron Le Band - Play zu den Top 10 of the decade
- 1999 - The Hagood Hardy Award
- 2001 - Felix Award in der Kategorie bestes Album des Jahres für „Call me Al!“
- 2003 - The Hagood Hardy Award
- 2005 - Juno Award für das Album „5“

## Diskographie

### Soloalben
- 1993 - Le Band
- 1995 - Rhythm‘ Jazz
- 1997 - Play
- 2000 - Call me Al !
- 2003 - 5
- 2006 - 5 Live
- 2007 - Conversations
- 2010 - Septentrion

### Uzeb
- 1982 - Fast emotion
- 1984 - You be easy
- 1985 - Between the lines
- 1986 - Live à l‘Olympia
- 1986 - Absolutely Live
- 1988 - Noisy nights
- 1988 - Live in Europe
- 1989 - UZEB Club
- 1990 - World tour 90
- 2000 - Best of UZEB

### Andere Projekte
- 1992 - Basse contre basse (Alain Caron & Michel Donato)
- 1992 - Caron - Ecay - Lockwood (Alain Caron & Jean-Marie Ecay & Didier Lockwood)
- 2006 - Natural High (Frank Gambale)

### Musik DVD
- 2006 - 5 Live